# Colobopsis
Colobopsis is een geslacht van mieren (Formicidae) uit de onderfamilie van de schubmieren (Formicinae). Soorten ervan worden gevonden in het Holarctisch gebied, Centraal-Amerika, het Indomaleisisch gebied en Oceanië.
Eerder werd het geslacht Colobsis beschouwd als een ondergeslacht van de reuzenmieren (Camponotus).

## Soorten
Men onderscheidt navolgende soorten en ondersoorten:
- Colobopsis abdita (Forel, 1899)
- Colobopsis anderseni (McArthur & Shattuck, 2001)
- Colobopsis annetteae (McArthur & Shattuck, 2001)
- Colobopsis aruensis (Karavaiev, 1933)
- Colobopsis aurata (Karavaiev, 1935)
- Colobopsis aureliana (Forel, 1912)
- Colobopsis badia (Smith, 1857)
- Colobopsis brachycephala (Santschi, 1920)
- †Colobopsis brodiei (Donisthorpe, 1920)
- Colobopsis bryani (Santschi, 1928)
- Colobopsis calva (Emery, 1920)
- Colobopsis camela (Emery, 1883)
- Colobopsis cerberula (Emery, 1920)
- Colobopsis ceylonica (Emery, 1925)
- Colobopsis clerodendri Emery, 1887
- Colobopsis conica Mayr, 1876
- Colobopsis conithorax (Emery, 1914)
- Colobopsis corallina Roger, 1863
- Colobopsis cotesii (Forel, 1893)
- Colobopsis cristata (Mayr, 1866)
- Colobopsis culmicola (Wheeler, 1905)
  - C. culmicola haweisi (Mann, 1920)
- Colobopsis custodula (Emery, 1911)
- Colobopsis cylindrica (Fabricius, 1798)
- Colobopsis dentata Mayr, 1866
- Colobopsis desecta (Smith, 1860)
- Colobopsis elysii (Mann, 1919)
- Colobopsis equa (Stitz, 1932)
- Colobopsis etiolata (Wheeler, 1904)
- Colobopsis excavata (Donisthorpe, 1948)
- Colobopsis explodens Laciny & Zettel, 2018[2]
- Colobopsis fijiana (Özdikmen, 2010)
- Colobopsis flavolimbata (Viehmeyer, 1922)
- Colobopsis gasseri Forel, 1894
- Colobopsis gundlachi (Mann, 1920)
- Colobopsis guppyi (Mann, 1919)
- Colobopsis horrens (Forel, 1910)
- Colobopsis horripila (Emery, 1900)
- Colobopsis hosei (Forel, 1911)
  - C. hosei mima (Forel, 1911)
- Colobopsis howensis (Wheeler, 1927)
- Colobopsis hunteri (Wheeler, 1910)
- Colobopsis impressa Roger, 1863
- Colobopsis kadi (Mann, 1921)
- Colobopsis karawaiewi (Menozzi, 1926)
- Colobopsis laminata (Mayr, 1866)
- Colobopsis laotsei (Wheeler, W.M., 1921)
- Colobopsis lauensis (Mann, 1921)
- Colobopsis leonardi (Emery, 1889)
  - C. leonardi gracilenta (Viehmeyer, 1916)
  - C. leonardi grisea (Karavaiev, 1929)
- Colobopsis levuana (Mann, 1921)
- Colobopsis loa (Mann, 1919)
  - C. loa belli (Mann, 1919)
- Colobopsis longi (Forel, 1902)
- Colobopsis maafui (Mann, 1921)
- Colobopsis macarangae (Dumpert, 1996)
- Colobopsis macrocephala (Erichson, 1842)
- Colobopsis manni (Wheeler, 1934)
- Colobopsis markli Dumpert, 2004
- Colobopsis mathildeae (Smith, 1949)
- Colobopsis mississippiensis (Smith, 1923)
- Colobopsis mutilata (Smith, 1859)
  - C. mutilata stitzi (Özdikmen, 2010)
- Colobopsis newzealandica (Donisthorpe, 1940)
- Colobopsis nigrifrons Mayr, 1870
- Colobopsis nipponica (Wheeler, 1928)
- Colobopsis obliqua (Smith, 1930)
- Colobopsis oceanica Mayr, 1870
- Colobopsis papago (Creighton, 1953)
- Colobopsis perneser (Bolton, 1995)
- Colobopsis phragmaticola (Donisthorpe, 1943)
- Colobopsis politae (Wu & Wang, 1994)
- Colobopsis polynesica (Emery, 1896)
- Colobopsis pylartes (Wheeler, 1904)
  - C. pylartes fraxinicola (Smith, 1923)
- Colobopsis pylora (Santschi, 1920)
- Colobopsis quadriceps (Smith, 1859)
  - C. quadriceps convexior (Viehmeyer, 1914)
  - C. quadriceps curvata (Stitz, 1911)
  - C. quadriceps nanula (Emery, 1925)
- Colobopsis reepeni (Forel, 1913)
- Colobopsis riehlii Roger, 1863
- Colobopsis rothneyi (Forel, 1893)
  - C. rothneyi krafti (Forel, 1901)
  - C. rothneyi makilingi (Viehmeyer, 1916)
- Colobopsis rotunda (Klimes & McArthur, 2014)
- Colobopsis rufifrons (Smith, 1860)
  - C. rufifrons leucopa (Emery, 1914)
- Colobopsis sadina (Mann, 1921)
- Colobopsis saginata (Stitz, 1925)
- Colobopsis sanguinifrons (Viehmeyer, 1925)
- Colobopsis saundersi (Emery, 1889)
  - C. saundersi krama (Forel, 1912)
- Colobopsis schmeltzi (Mayr, 1866)
- Colobopsis schmitzi (Stärcke, 1933)
- Colobopsis severini (Forel, 1909)
- Colobopsis shohki (Terayama, 1999)
- Colobopsis smithiana (Wheeler, 1919)
- Colobopsis solenobia (Menozzi, 1926)
- Colobopsis sommeri (Forel, 1894)
- Colobopsis stricta (Jerdon, 1851)
- Colobopsis taivanae (Forel, 1913)
- Colobopsis trajana (Forel, 1912)
- Colobopsis tricolor Stitz, 1912
- Colobopsis triton (Wheeler, 1934)
- Raspkopmier (Colobopsis truncata) (Spinola, 1808)
- Colobopsis umbratilis (Wheeler, 1934)
- Colobopsis vitiensis (Mann, 1921)
- Colobopsis vitrea (Smith, 1860)
  - C. vitrea angustula (Emery, 1925)
  - C. vitrea carinata (Stitz, 1938)
  - C. vitrea latinota (Stitz, 1925)
  - C. vitrea oebalis (Forel, 1911)
  - C. vitrea praelutea (Karavaiev, 1929)
  - C. vitrea praerufa (Emery, 1900)
  - C. vitrea vittatula (Forel, 1913)
- Colobopsis wildae (Donisthorpe, 1948)